# شاهدخت سوفیا، دوشس ورملند
شاهدخت سوفیا، دوشس ورملند (به سوئدی: Prinsessan Sofia, Hertiginna av Värmland) (به نام اصلی سوفیا کریستینا هلکویست، متولد ۶ دسامبر ۱۹۸۴) همسر شاهزاده کارل فیلیپ، دوک ورملند است. او قبل از ازدواج مدل مجله بود. او در سال ۲۰۱۵ با شاهزاده کارل فلیپ ازدواج کرد و صاحب چهار فرزند به نام‌های شاهزاده الکساندر، شاهزاده گابریل، شاهزاده جولیان و شاهدخت اینس است که به ترتیب در رده‌های پنجم، ششم، هفتم و هشتم در خط جانشینی تاج‌وتخت سوئد هستند.

## سنین جوانی و تحصیلات
سوفیا هلکویست در سال ۱۹۸۴ در بیمارستان Danderyd در شهر شهر داندرید از یک مادر سوئدی به نام ماری بریت روتمن (متولد سال ۱۹۵۷) که مدیر بازاریابی در یک کارخانه پلاستیک بود و از پدری دانمارکی-سوئدی به نام اریک اسکار هلکویست (متولد سال ۱۹۴۹) که مشاور استخدام در اداره اشتغال سوئد بود متولد شد. او در ۲۶ می ۱۹۸۵ در کلیسای تیبل غسل تعمید شد. او در ۶ سالگی به آلوالالن نقل مکان کرد. او دو خواهر دارد به نام لینا فرید (هماهنگ‌کننده پروژهای بشر دوستانه، متولد سال ۱۹۸۲) و سارا هلکویست (متخصص جرم‌شناسی، متولد سال ۱۹۸۸) دارد. او در مدرسه‌های الولدالن مونتسوری و مدرسه الولدال تحصیل کرد. تحصیلات او در حوزه برنامه‌های هنری در مرکز تحصیلات ونسرو بود.

## حرفه
در ۲۰ سالگی او اولین عکس او در یک مجله سوئدی به نام Slitz در حالی که بیکینی پوشیده بود و مارهای بوآ در اطراف او بودند منتشر شد و بعدها توسط خوانندگان با کسب آرا لقب Miss Slitz 2004 را گرفت. وقتی که در سال ۲۰۱۰ رابطه او با شاهزاده کارل فلیپ علنی شد، مطبوعات عکس‌های او را دوباره منتشر کردند. او در امور خیریه که برای کمک به بچه‌های آفریقای جنوبی بود نیز همکاری می‌کرد.
او در سال ۲۰۰۵، برای مطالعه در مورد حسابداری، پیشرفت در حوزه کسب و کار وارد مؤسسه کسب و کار انگلیسی به نیویورک نقل مکان کرد. او همچنین در مورد اصول اخلاق جهانی، مطالعه علمی کودکان و نوجوانان و کنوانسیون سازمان ملل در مورد حقوق کودکان به صورت نظری در دانشگاه استکهلم تحصیل کرده‌است. او همچنین یک مربی یوگا بود و در نیویورک به این شغل مشغول بود.
او در سوئد در استکهلم تحصیل کرده بود و هم به عنوان یک پیشخدمت و مدل کار می‌کرد.
در سال ۲۰۱۰، او یکی از مؤسسین پروژه زمین بازی، یک مؤسسه خیریه برای کودکان آفریقای جنوبی بود.

## ازدواج و مادر شدن

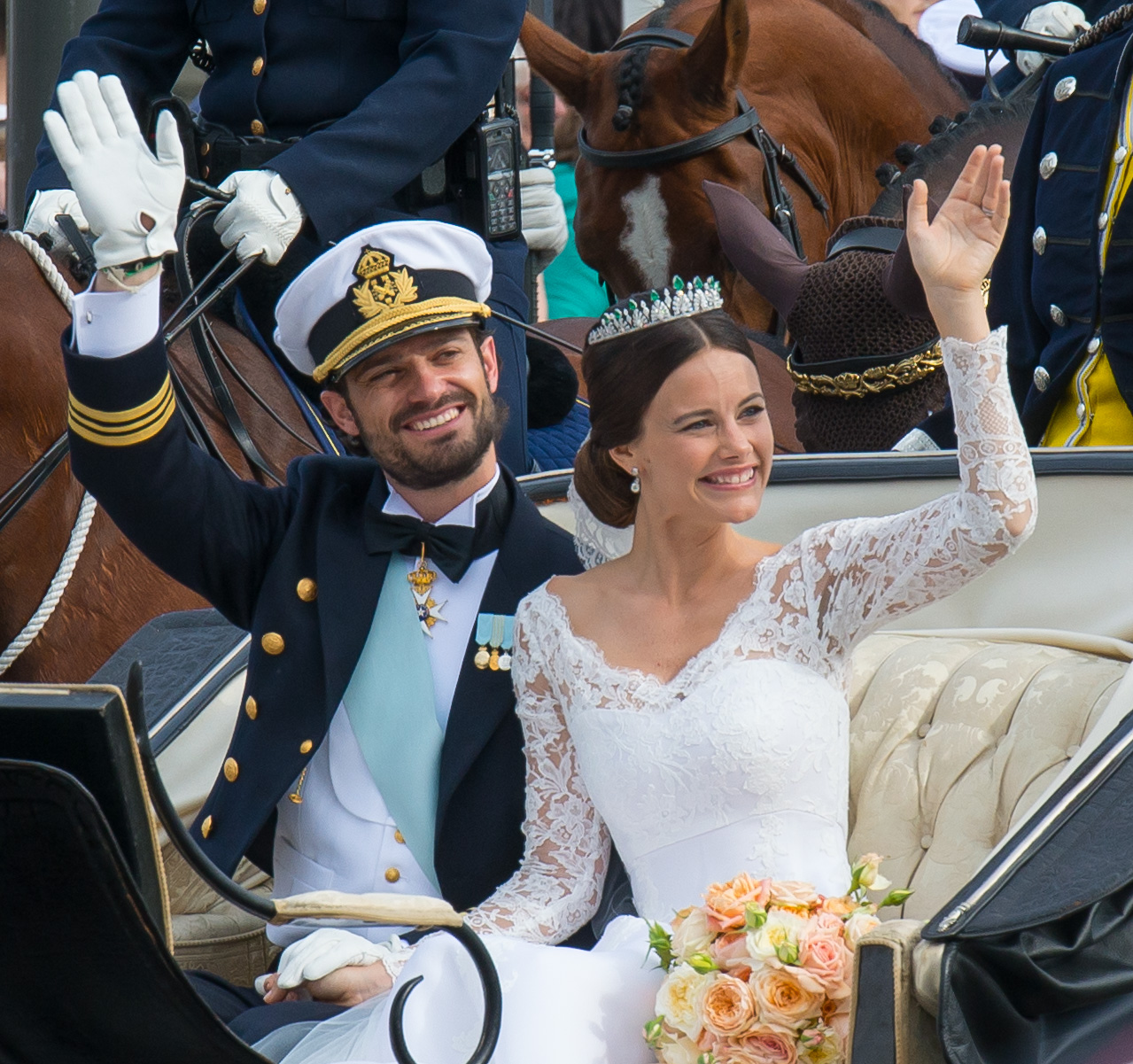
شاهزاده کارل فیلیپ و شاهدخت سوفیا پس از مراسم در کلیسای سلطنتی و در حال راهپیمایی در مرکز استکهلم، ۱۳ ژوئن ۲۰۱۵ (۲۳ خرداد ۱۳۹۴).

در سال ۲۰۱۰، سخنگوی خاندان سلطنتی سوئد رابطه بین هلکویست و پرنس کارل فلیپ را تأیید کرد. روزنامه دیلی تلگراف نوشت خاندان سلطنتی سوئد نسبت به این موضع واکنش نشان داده بودند زیرا او یک مدل نیمه برهنه بوده‌است اما در سال ۲۰۱۱ این دو زوج در Djurgården استکهلم به هم پیوستند و توسط کاخ سلطنتی تأیید شد.
در ۲۷ ژوئن ۲۰۱۴ آنها رسماً نامزد شدند و در دسامبر هلکویست همراه با پرنس کارل فلیپ در مراسم نوبل ظاهر شد. در سال ۲۰۱۵ اعلام شد که او لقب پرنسس را دریافت خواهد کردو آنها در ۱۳ ژوئن ۲۰۱۵ در Slottskyrkan استکهلم با هم عروسی کردند.
در ۱۹ آوریل ۲۰۱۶، سوفیا اولین فرزند خود یک پسر، شاهزاده الکساندر، دوک سدومرلند را به دنیا آورد. دومین فرزند پسرش را در ۳۱ اوت ۲۰۱۷ به نام شاهزاده گابریل، دوک دالارنا را به دنیا آورد. وی سومین فرزندش شاهزاده جولیان، دوک هالند را در ۲۶ مارس ۲۰۲۱ به دنیا آورد. چهارمین فرزند این زوج شاهدخت اینس، دوشس وستربوتن در ۷ فوریه ۲۰۲۵ متولد شد.

## کمک به بیماران کروناویروس
شاهدخت سوفیا، برای کمک به بیماران کروناویروس دست به اقدامی عملی زد و پس از گذراندن دوره پرستاری آماده انجام وظیفه به بیماران کرونایی شد. وی کار خود را از ۱۶ آوریل ۲۰۲۰ شروع کرد. داوطلب شدن سوفیا، پس از این انجام شد که اعلام گردید به علت افزایش بیماران کرونا و فشار مضاعف بر کادر درمان، نیاز به نیروهای جدید برای کاهش فرسودگی و کاهش فشار بر کادر پزشکی می‌باشد.